# Xã Crystal Falls, Michigan
Xã Crystal Falls (tiếng Anh: Crystal Falls Township) là một xã thuộc quận Iron, tiểu bang Michigan, Hoa Kỳ. Năm 2010, dân số của xã này là 1.743 người.